# 카드 리더
카드 리더(영어: card reader)는 카드를 읽는 전자 기기를 가리킨다. 카드로 불리는 물건들이 다양하므로 카드 리더로 불리는 것 또한 다양하다. 이를테면 종이 천공 카드 카드 리더는 컴퓨터 시스템을 위한 프로그램을 기록하고 정보를 저장하기 위하여 컴퓨터 산업 초기의 수십 년에 걸쳐 쓰였다. 대한민국에서는 카드 리더기라는 용어도 사용되지만 이는 잘못된 표현이다. 그 이유는 "리더"가 "읽는 기계"라는 뜻을 이미 내포하고 있기 때문이다.
메모리 카드 리더는 스마트 카드나 플래시 메모리 카드와 통신하는 데에 쓰이는 장치이다. 비즈니스 카드 리더는 인쇄된 명함을 주사하여 기계적으로 저장하는 데 쓰이는 주사 장치이다. 자기 카드 리더는 신용 카드와 같이 자기 데이터 스트립을 포함하는 카드를 주사하는 데 쓰이는 장치이다.

## 메모리 카드 리더

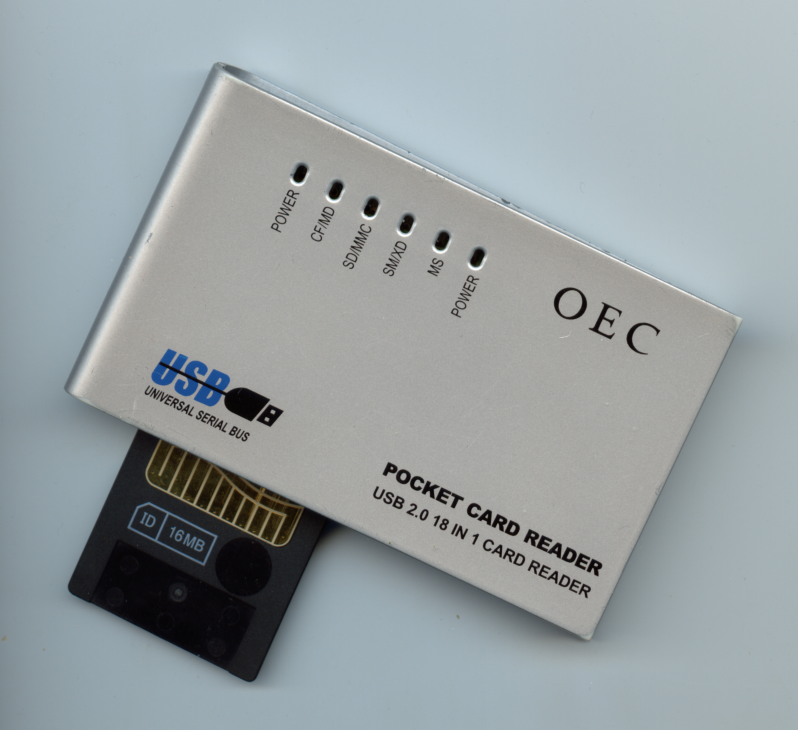
이와 같은 USB 카드 리더는 일반적으로 USB 대용량 장치 계열 기능을 지닌다.

메모리 카드 리더는 일반적으로 USB 인터페이스를 갖추고 있으며 콤팩트플래시(CF), 시큐어 디지털(SD), 멀티미디어카드 (MMC)와 같은 메모리 카드에 들어있는 장치에 접근하는 데 쓰인다. 대부분의 카드 리더는 쓰기 기능뿐 아니라 펜 드라이브의 역할도 한다.

## 스마트 카드 리더
스마트 카드 리더는 스마트 카드를 읽는 전자 기기이다. 일부 자판에도 내장형 카드 리더를 갖춘 경우도 있다. 개인용 컴퓨터용으로 외장 기기로 출시된 경우도 있고 드라이브 베이에 장착하는 모델도 있다. 일부 노트북 컴퓨터들은 내장형 스마트 카드 리더를 갖춘 것도 있다.
스마트 카드 리더 가운데 일부는 플래시 업그레이드를 할 수 있는 펌웨어를 갖춘 것도 있다. 이 카드 리더는 스마트 카드에 전기로 집적 회로를 공급한다. 통신 규약을 통하여 통신이 되므로 사용자는 카드 상의 고정 주소에 읽기와 쓰기를 할 수 있다.
| 이름   | 설명                                                          |
| ------ | ------------------------------------------------------------- |
| T=0    | 비동기 반이중 바이트 수준 전송 규약: ISO/IEC 7816-3에 정의됨. |
| T=1    | 비동기 반이중 블록 수준 전송 규약: ISO/IEC 7816-3에 정의됨.   |
| T=2    | 미래에 사용할 것을 대비하여 남겨둠.                           |
| T=3    | 미래에 사용할 것을 대비하여 남겨둠.                           |
| 비접촉 | 비접촉 인터페이스 ISO/IEC 14443를 통한 APDU 전송.             |

카드가 표준 전송 규약을 이용하지 않지만 사유/맞춤식 통신 규약을 이용한다면 통신 규약 T=14를 소유한다.

## 은행업 카드 리더
일부 은행은 휴대용 스마트카드 리더를 고객에게 발행하여 또다른 전자 청구 응용을 지원한다:
- 칩 인증 프로그램 (CAP)
- Geldkarte

## 같이 보기
- 접근 제어
- 메모리 카드
- 물리 보안
- 천공 카드